# Stefan Günther
Stefan Günther (* 13. Oktober 1979 in München) ist ein deutscher Synchronsprecher, Dialogbuchautor, Synchronregisseur sowie Sprecher von Hörspielen und Hörbüchern.

## Leben
Seine bekanntesten Rollen sind die beiden Zwillinge Fred und George Weasley aus den Harry-Potter-Verfilmungen, der Zwerg Kíli aus der Hobbit-Filmtrilogie, Emmett Cullen aus den Twilight-Filmen, die Rolle des Raphael in Teenage Mutant Ninja Turtles, Luke (Lucian Garroway) aus City of Bones, Asbel aus Nausicaä aus dem Tal der Winde, Tucker Foley aus Danny Phantom, Billy aus Die gruseligen Abenteuer von Billy und Mandy, Lapeño aus Fur TV, Linguini aus Ratatouille und Clyde Donovan aus South Park.
In Fernsehserien lieh Günther den Schauspielern Richard Madden (Game of Thrones), Timothy Olyphant (Justified), Henry Cavill (The Tudors), Michael Weatherly (Dark Angel), Shawn Reaves (Tru Calling), Wayne Brady (How I Met Your Mother) und Craig Horner (Legend of the Seeker) seine Stimme. Auch in Realfilmen sprach er James Marsden (Verwünscht), Erik von Detten (Plötzlich Prinzessin), Aidan Turner (Der Hobbit), Kellan Lutz (Twilight – Biss zum Morgengrauen, New Moon – Biss zur Mittagsstunde und Eclipse – Biss zum Abendrot und The Legend of Hercules), Wentworth Miller (Resident Evil: Afterlife), Omarion (Street Style) und in Star Wars: Das Erwachen der Macht synchronisiert er John Boyega (Finn). Zudem wurde im Jahr 2016 die Roman-Adaption von Das Erwachen der Macht als von Günther gelesenes Hörbuch veröffentlicht.
In der Animationsserie Phineas und Ferb sprach er von 2007 bis 2015 die Rolle des Ferb.
In den Videospielen Lost Horizon (2010) und Lost Horizon 2 (2015) übernahm er die Sprecherrolle des Protagonisten Fenton Paddock. 2012 sprach er den Max Gruber aus dem Videospiel Geheimakte 3, der zuvor von Oliver Mink gesprochen wurde. Im Vorgänger, Geheimakte 2: Puritas Cordis, übernahm Günter bereits eine Nebenrolle.
2014 führte er Dialogregie für die deutsche Synchronisation des Filmes Automata.

## Synchronarbeit
Anthony Mackie
- 2011: Real Steel – Stahlharte Gegner als Finn
- 2013: Gangster Squad als Coleman Harris
- 2014: The Return of the First Avenger als Sam Wilson / Falcon
- 2015: Ant-Man als Sam Wilson / Falcon
- 2015: Avengers: Age of Ultron als Sam Wilson / Falcon
- 2015: Die Wahlkämpferin als Ben
- 2016: The First Avenger: Civil War als Sam Wilson / Falcon
- 2016: Shelter – Auf den Straßen von New York als Tahir
- 2016: Der lange Weg als Martin Luther King, Jr.
- 2018: Avengers: Infinity War als Sam Wilson / Falcon
- 2019: Avengers: Endgame als Sam Wilson / Falcon
- 2021: The Falcon and the Winter Soldier als Sam Wilson / Falcon
- 2021: The Woman in the Window als Ed Fox

Kellan Lutz
- 2008: Twilight – Biss zum Morgengrauen als Emmett Cullen
- 2009: New Moon – Biss zur Mittagsstunde als Emmett Cullen
- 2010: Eclipse – Biss zum Abendrot als Emmett Cullen
- 2010: A Nightmare on Elm Street als Dean Russell
- 2011: Arena als David Lord
- 2011: Liebe gewinnt als Conor Sullivan
- 2011: Love, Wedding, Marriage – Ein Plan zum Verlieben als Charlie
- 2013: Java Heat – Insel der Entscheidung als Jake Travers
- 2014: The Legend of Hercules als Hercules
- 2015: Extraction – Operation Condor als Harry Turner
- 2015: The Comeback (Fernsehserie) als Chris MacNess
- 2016: Money als Mark

John Boyega
- 2015: Star Wars: Das Erwachen der Macht als Finn
- 2016: Imperial Dreams als Bambi
- 2017: The Circle als Tyler „Ty“ Lafitte
- 2017: Star Wars: Die Mächte des Schicksals (Zeichentrickserie) als Finn
- 2017: Detroit als Melvin Dismukes
- 2017: Star Wars: Die letzten Jedi als Finn
- 2019: Star Wars: Der Aufstieg Skywalkers als Finn

Richard Madden
- 2011–2013: Game of Thrones (Fernsehserie) als Robb Stark
- 2012: Birdsong – Gesang vom großen Feuer (Fernsehserie) als Weir
- 2014: Klondike (Fernsehserie) als Bill Haskell
- 2015: Lady Chatterley’s Liebhaber als Oliver Mellors
- 2016: Die Medici – Herrscher von Florenz (Fernsehserie) als Cosimo de’ Medici
- 2016: Bastille Day als Michael Mason
- 2017: Philip K. Dick’s Electric Dreams (Fernsehserie) als Agent Ross
- 2018: Ibiza als Leo West
- 2019: Rocketman als John Reid
- 2020: 1917 als Lieutenant Blake
- 2021: Bodyguard (Fernsehserie) als David Budd (Fernseh-Neusynchro)

### Filme
- 2001: Nick Stahl in Bully – Diese Kids schockten Amerika als Bobby Kent
- 2004: Nausicaä aus dem Tal der Winde als Asbel
- 2004–2011: James Phelps/Oliver Phelps in Harry Potter als Fred Weasley/George Weasley
  - 2004: Harry Potter und der Gefangene von Askaban
  - 2005: Harry Potter und der Feuerkelch
  - 2007: Harry Potter und der Orden des Phönix
  - 2009: Harry Potter und der Halbblutprinz
  - 2010: Harry Potter und die Heiligtümer des Todes – Teil 1
  - 2011: Harry Potter und die Heiligtümer des Todes – Teil 2
- 2005: Chris Evans in London – Liebe des Lebens? als Syd
- 2007: Nicolas Cazalé in Fred Vargas – Fliehe weit und schnell als Damas
- 2007: Nicolas Cazalé in In der Glut der Sonne als Boris
- 2007: Nick Stahl in How to Rob a Bank als Jinx
- 2007: Ratatouille (Animationsfilm) als Linguini
- 2007: Ashley Walters in WΔZ – Welche Qualen erträgst du? als Daniel Leone
- 2008: Kevin Durand in Winged Creatures als Bagman
- 2008: David Moscow in Motel: The First Cut als Gordon
- 2009: Delroy Lindo in Dugs Sondereinsatz als Beta
- 2009: Shane West in Red Sands als Spc. Jeff Keller
- 2010: Brendan Fehr in Liebe und Eis 4 – Feuer und Eis als James McKinsey
- 2010: Kevin Zegers in Frozen – Eiskalter Abgrund als Dan Walker
- 2012: Chris Evans in Das Mädchen mit dem Diamantohrring als Jimmy Dobyne
- 2012: Taylor Kitsch in John Carter – Zwischen zwei Welten als John Carter
- 2012: Aidan Turner in Der Hobbit: Eine unerwartete Reise als Kili
- 2013: Taylor Kitsch in Lone Survivor als Michael Murphy
- 2013: Dominic Cooper in Dead Man Down als Darcy
- 2013: Aidan Turner in Der Hobbit: Smaugs Einöde als Kili
- 2014: Aidan Turner in Der Hobbit: Die Schlacht der Fünf Heere als Kili
- 2014: Finn Wittrock in Noah als Tubal-Kain (jung)
- 2015: Matthias Schoenaerts in Am grünen Rand der Welt als Gabriel Oak
- 2015: Brian Hallisay/Jason Dean Hall in American Sniper als Captain Gillespie / Cowboy
- 2016: Gō Ayano in Kingsglaive als Nyx Ulric
- 2017: Matthew Morrison in Tulpenfieber als Mattheus
- 2018: Ramzy Bedia in Aladin – Wunderlampe vs. Armleuchter
- 2018: Tomokazu Sugita in Maquia – Eine unsterbliche Liebesgeschichte als Isor
- 2020: Pokemon – Geheimnisse des Dschungels als Zarude

### Serien
- 1999–2006: Justin Torkildsen als Rick Forrester
- 2003: Paul Campbell in Battlestar Galactica als Billy Keikeya
- 2004–2006: Paul Campbell in Battlestar Galactica als Billy Keikeya
- 2006–2010: Reid Scott in My Boys als Brendan Dorff
- 2007–2015: Thomas Brodie-Sangster in Phineas und Ferb als Ferb Fletcher
- 2010–2011: Reid Scott in The Big C als Dr. Todd Mauer
- 2012–2013, 2015, 2017: Eion Bailey in Once Upon a Time – Es war einmal … als Pinocchio / August Wayne Booth
- 2013: Todd Stashwick in The Riches als Dale Malloy
- 2013: Rob Paulsen in Rick and Morty als Schnuffel / Schneeball
- 2014: Glenn Fleshler in True Detective als Errol Childress
- 2015: Philip Winchester in The Player als Alex Kane
- 2015–2018: Aaron Stanford in 12 Monkeys als James Cole
- 2015–2019: Aidan Turner in Poldark als Ross Poldark
- 2015–2020: Charlie Weber in How to Get Away with Murder als Frank Delfino
- 2015–2022: Wes Chatham in The Expanse als Amos Burton
- 2016–2022: Matt Ryan in Legends of Tomorrow als John Constantine
- 2016: André Holland in American Horror Story als Matt Miller
- 2017: Gentry White in The Shannara Chronicles als Garret Jax
- 2018–2021: Coty Galloway in Final Space als Avocato
- seit 2022: Lloyd Owen in Der Herr der Ringe: Die Ringe der Macht als Elendil

### Videospiele
- 2007: Team Fortress 2 als Scout und Demoman
- 2008: Geheimakte 2: Puritas Cordis als Barkeeper
- 2010: Lost Horizon als Fenton Paddock
- 2014: Battlefield Hardline als Nick Mendoza
- 2015: Lost Horizon 2 als Fenton Paddock
- 2016: Lego Star Wars: Das Erwachen der Macht als Finn
- 2017: Star Wars Battlefront II als Finn

## Hörspiele (Auswahl)
- 2018 (Audible: 2020): Star Wars: Das Erwachen der Macht (Filmhörspiel), Walt Disney Records (Universal Music), als Finn
- 2022: Phineas & Ferb: Candace gegen das Universum (Das Original-Hörspiel zum Film)

## Hörbücher (Auswahl)
- 2016: Alan Dean Foster: Star Wars: Das Erwachen der Macht, Random House Audio, ISBN 978-3-8371-3657-9 (Romanadaption)
- 2022: Star Wars 5-Minuten-Geschichten, der Hörverlag, ISBN 978-3-8445-4405-3
- 2023: Star Wars Abenteuer, der Hörverlag, ISBN 978-3-8445-4900-3 (Star Wars 9)